# 大口副獅子魚
大口副獅子鱼，为輻鰭魚綱鮋形目杜父魚亞目狮子鱼科的其中一種。分布於東南太平洋智利Antofagasta海域，屬深海底棲性魚類，棲息深度在水深1400-1475公尺，體長可達7.1公分，生活習性不明。